# Třetí vláda Lubomíra Štrougala
Třetí vláda Lubomíra Štrougala existovala v období 11. listopadu 1976 – 17. června 1981.

## Seznam členů vlády
- Předseda vlády: Lubomír Štrougal
- Místopředseda vlády:
  - Josef Korčák
  - Peter Colotka
  - Karol Laco
  - Matej Lúčan
  - Rudolf Rohlíček
  - Josef Šimon
  - Jindřich Zahradník
  - Václav Hůla (pověřen řízením Státní plánovací komise)
- Ministr zahraničních věcí: Bohuslav Chňoupek
- Ministr národní obrany: Martin Dzúr
- Ministr vnitra: Jaromír Obzina
- Ministr financí: Leopold Lér
- Ministr hutnictví a těžkého strojírenství:
  - Zdeněk Půček, do 13. 12. 1979
  - Ladislav Gerle, od 13. 12. 1979
- Ministr paliv a energetiky: Vlastimil Ehrenberger
- Ministr zahraničního obchodu: Andrej Barčák
- Ministr spojů: Vlastimil Chalupa
- Ministr práce a sociálních věcí: Michal Štanceľ
- Ministr dopravy: Vladimír Blažek
- Ministr pro technický a investiční rozvoj: Ladislav Šupka
- Ministr všeobecného strojírenství: Pavol Bahyl
- Ministr zemědělství a výživy: Josef Nágr
- Ministr elektrotechnického průmyslu: Milan Kubát, od 13. 12. 1979
- Ministr pověřený řízením Federálního cenového úřadu: Michal Sabolčík
- Ministr – místopředseda Státní plánovací komise: Vladimír Janza
- Ministr – předseda Výboru lidové kontroly: František Ondřich